# 2025년 오스트리아 그랑프리
틀:자동차 경주 대회 정보
2025년 오스트리아 그랑프리(영어: 2025 Austrian Grand Prix)는 2025년 6월 29일 오스트리아 슈필베르크의 레드불 링에서 열린 2025년 포뮬러 원 시즌의 11번째 라운드이다.

## 경기 개요
- **폴 포지션**: 랜도 노리스 (맥라렌–메르세데스)
- **최고속 랩**: 오스카 피아스트리 (맥라렌–메르세데스), 랩 59, 1:07.924
- **관중**: 약 30만 명
- **하이라이트**:

```
 – 노리스의 시즌 세 번째 우승  
 – 맥라렌 팀 1–2 피니시  
 – 
맥스 페르스타펜
 1랩 사고로 리타이어, 
샤를 르클레르
 1위 보완
```

## 경기 결과
| 순위 | 드라이버               | 팀                      | 랩 | 시간/격차           | 포인트 |
| ---- | ---------------------- | ----------------------- | -- | ------------------- | ------ |
| 1    | 랜도 노리스            | 맥라렌–메르세데스       | 70 | 1:23:47.693         | 25     |
| 2    | 오스카 피아스트리      | 맥라렌–메르세데스       | 70 | +2.695s             | 18     |
| 3    | 샤를 르클레르          | 페라리                  | 70 | +19.820s            | 15     |
| 4    | 루이스 해밀턴          | 페라리                  | 70 | +29.020s            | 12     |
| 5    | 조지 러셀              | 메르세데스              | 70 | +1:02.396           | 10     |
| 6    | 리암 로슨              | 레이싱 불스–혼다 RBPT   | 70 | +1:07.754           | 8      |
| 7    | 페르난도 알론소        | 애스턴 마틴             | 69 | +1랩                | 6      |
| 8    | 가브리에우 보르툴레투  | 킥 자우버–페라리        | 69 | +1랩                | 4      |
| 9    | 니코 휠켄베르크        | 킥 자우버–페라리        | 69 | +1랩                | 2      |
| 10   | 에스테반 오콘          | 하스–페라리             | 69 | +1랩                | 1      |
| 11   | 올리버 베어먼          | 하스–페라리             | 69 | +1랩                | 0      |
| 12   | 이이작 하자르          | 레이싱 불스–혼다 RBPT   | 69 | +1랩                | 0      |
| 13   | 피에르 가슬리          | 알핀–르노               | 69 | +1랩                | 0      |
| 14   | 랜스 스트롤            | 애스턴 마틴             | 69 | +1랩                | 0      |
| 15   | 프랑코 콜라핀토        | 알핀–르노               | 69 | +1랩                | 0      |
| 16   | 츠노다 유키            | 레드불 레이싱–혼다 RBPT | 68 | +2랩                | 0      |
| 17   | 알렉산더 알본          | 윌리엄스–메르세데스     | 15 | 엔진 문제 (DNF)     | 0      |
| 18   | 맥스 페르스타펜        | 레드불–혼다 RBPT        | 0  | 충돌 사고 (DNF)     | 0      |
| 19   | 안드레아 키미 안토넬리 | 메르세데스              | 0  | 충돌 사고 (DNF)     | 0      |
| 20   | 카를로스 사인스 주니어 | 윌리엄스–메르세데스     | 0  | 브레이크 고장 (DNS) | 0      |

## 참고
- FIA 공식 분류 기준으로 작성됨
- 주요 뉴스 및 회고 기사 참조